# سيدني إل. جونز
سيدني إل. جونز (بالإنجليزية: Sidney L. Jones)‏ هو اقتصادي أمريكي، ولد في 23 سبتمبر 1933 في أوغدن في الولايات المتحدة.